# Aygün Kazımova
Aygün Ələsgər qızı Kazımova (* 26. Januar 1971 in Baku) ist eine aserbaidschanische Sängerin, Komponistin und Tänzerin.

## Karriere
Ende der 1990er Jahre begann Aygün Kazımova erste Alben zu veröffentlichen.
Im Jahr 2018 gewann sie einen Altın Kelebek Award in der Kategorie Künstlerin des Jahres Aserbaidschan.
Außerhalb Aserbaidschans hat sie bereits mit internationalen Künstlern wie Snoop Dogg, Filipp Kirkorow, David Vendetta oder Sinan Akçıl zusammengearbeitet.

## Diskografie

### Alben
- 1997: Ömrüm - Günüm
- 1999: Ah...!
- 1999: Göz Yaşımı Yar Silə - Eldar Mansurovun Mahnıları (Konzeptalbum)
- 2000: Aygün
- 2000: Sənsizliyim
- 2001: Sevdim
- 2003: Sevgi Gülləri
- 2004: Son Söz
- 2005: Sevərsənmi
- 2008: Yenə tək
- 2008: Öpsən
- 2012: Düşün Məni
- 2017: Yalana Bax
- 2017: Bir Parça Keks
- 2019: 18- (Karaoke-Album)
- 2020: By SS Production

### Live-Alben
- 2020: Crystal Hall

### Kollaborationen
- 2004: Sevdi Ürək (mit Namiq Qaraçuxurlu)

### Kompilationen
- 2008: Aygün Kazımova, Vol. 1 – 4
- 2012: Albom Kolleksiyası
- 2015: Səni Belə Sevmədilər
- 2016: Aygün Kazımovanın ifaları

### EPs
- 2009: Mən Sənsiz
- 2018: Duy
- 2020: Remakes
- 2021: Ya v Nirvane

### Singles (Auswahl)
| - 2010: Petrol - 2012: İkinci Sen (mit Sinan Akçıl) - 2012: Hayat Ona Güzel - 2012: Qol - 2012: Qoy Bütün Aləm Bizdən Danışsın - 2013: Telafisi Yok - 2014: Azərbaycan - 2014: Coffee from Colombia (mit Snoop Dogg) - 2014: Sənə Xəstəyəm - 2015: Unutmuşam - 2015: Ağlım Başıma Gəldi - 2015: Səni Belə Sevmədilər - 2016: Arama Beni - 2016: Dola Mənə Qolunu - 2017: S.U.S. - 2018: Hardasan - 2018: Yaraşdın Mənə (mit Rauf) - 2018: Пусть - 2018: Aya (mit Rauf) - 2019: Duy (mit David Vendetta) - 2019: Paramparça - 2019: Mən Gəlirəm - 2019: Kim Dinler Sizi - 2019: Gedək Şəhərdən (mit Rəsul Əfəndiyev) - 2019: Ehtiyacım Var - 2020: Jan Azerbaijan! (mit Filipp Kirkorow) - 2020: Bizdən Danışaq (mit Rauf & Aygün Səmədzadə) | - 2020: Dəli fikirlər - 2020: İcazəli (mit Miri Yusif) - 2020: Əsgər Marşı - 2020: Vətən Oğlu - 2021: Yarımdı O (mit Rəsul Əfəndiyev) - 2021: Bu Qadın - 2021: Söylə - 2021: Azərbaycan - Türkiyə - 2021: De - 2021: Dənizin Ortasında - 2021: Lya Lya Fa - 2021: Азербайджан (mit Emin) - 2022: Saxla Şəkilləri (mit Rauf) - 2022: Ey Mənim Dünyam - 2022: Погоди, постой (mit Rəsul Əfəndiyev) - 2023: Qorxuram - 2023: Vəfasızlar Unudulmur - 2023: Dəyməzmiş - 2023: Çalxala (mit Murad Arif) - 2023: Elvida (mit Elxan Şirinov) - 2023: Ay & Gün - 2023: Parol - 2024: Bilmək Olmaz - 2024: Sağ-Salamat - 2024: Maşallah (mit Genco Ecer) - 2024: Turan Gəlir - 2024: S.O.S |

## Filmografie
- 1994: Itgin Gelin (TV-Serie)[1]
- 1996: Yarımştat (TV-Film)
- 2006: Adam ol! 2 (TV-Film)[1]
- 2005: Məşədi İbad-94 (TV-Film)[1]

## Auszeichnungen
- 2018: Altın Kelebek Award in der Kategorie Künstlerin des Jahres Aserbaidschan